# Laurie Faria Stolarz
Pour les articles homonymes, voir Faria.
Laurie Faria Stolars, née à Salem (Massachusetts), est une écrivaine américaine.
Elle a suivi ses études au Merrimack College et a obtenu une maîtrise en création littéraire.
Elle est l'auteur de plusieurs romans pour jeunes adultes.

## Œuvres
- Bleu cauchemar
- Blanc fantôme
- Gris secret
- Rouge souvenirs
- Noir prélude
- Mortels Petits Secrets
- Mortels Petits Mensonges